# Lasioserica meghalayana
Lasioserica meghalayana är en skalbaggsart som beskrevs av Ahrens 1999. Lasioserica meghalayana ingår i släktet Lasioserica och familjen Melolonthidae. Inga underarter finns listade i Catalogue of Life.